# 빠큐 (음악 그룹)
빠큐는 대한민국의 4인조 힙합 그룹이다. 2021년 EP [고랩 LOSERS]로 데뷔했다.

## 방송
- 고등래퍼 4 (2021)

## 음반
- 고랩 LOSERS (2021)